# Floris Versteeg
Floris Versteeg (Amsterdam, 22 ottobre 1994) è un cestista olandese.